# Пожарный шест
Пожарный шест (или спусковой столб) — гладкая конструкция в форме шеста, изготавливаемая из дерева или металла и устанавливаемая между этажами в некоторых пожарных станциях и депо, позволяющая пожарным по сигналу тревоги спускаться (путём скольжения по шесту) быстрее, нежели по обычной лестнице.

## История
Первый пожарный шест появился в 1870-е годы в Чикаго на трёхэтажной пожарной станции № 21; до этого времени пожарные обычно пользовались винтовыми лестницами. Её первый этаж использовался для размещения противопожарного оборудования, на втором отдыхали и спали пожарные, на третьем хранилось сено для лошадей, возивших пожарную карету; для транспортировки этого сена использовался большой деревянный шест, который, когда не был нужен, хранился также на третьем этаже. Во время одного срочного вызова 21 апреля 1878 года пожарный по имени Джордж Рейд использовал этот шест, чтобы быстро соскочить со второго этажа на первый, что произвело большое впечатление на капитана пожарной охраны Дэвида Кеньона, решившего создать в участке постоянный шест-столб такого типа. В том же 1878 году ему удалось добиться у своего непосредственного начальника разрешения на установку шеста и пробивку отверстия для него между первым и вторым этажами участка. Шест был изготовлен из древесины джорджийской сосны, имел 3 дюйма в диаметре, был отшлифован и покрыт несколькими слоями лака и слоем парафина. Первоначально использование шеста на станции № 21 вызвало насмешки, однако в скором времени городские власти признали эффективность использования шестов во время срочных ночных вызовов и постановили их установку во всех пожарных участках города; в скором времени они стали распространяться и по другим городам США и в других странах. В 1880 году в Бостоне был установлен первый пожарный шест из латуни.

### Способ применения
Использование пожарного шеста связано с риском получения самых различных травм; в некоторых пожарных участках для их предотвращения приняты дополнительные меры безопасности для пожарных (например, наличие больших подушек около шестов, на которые пожарные могут приземлиться). В декабре 2010 года в США начался массовый демонтаж пожарных шестов в пожарных участках как опасных конструкций, однако в некоторых участках они сохраняются до сих пор. Вновь возводимые пожарные станции в США обычно одноэтажные.
Пожарный шест (или, как он называется в России, спусковой столб) – деревянный или металлический, используется в пожарных частях в РФ уже более 140 лет для быстрого спуска с верхних этажей здания на нижние.